# Hypognatha scutata
Hypognatha scutata är en spindelart som först beskrevs av Perty 1833.  Hypognatha scutata ingår i släktet Hypognatha och familjen hjulspindlar. Inga underarter finns listade i Catalogue of Life.